# Jane Randolph Jefferson
Pour les articles homonymes, voir Jane Randolph, Randolph et Jefferson.
Jane Randolph Jefferson (1721 - 1776), était la mère du président américain Thomas Jefferson. 

## Biographie
Jane Randolph était la fille du marchand Isham Randolph, née en Angleterre au cours d'un voyage de ses parents. Elle épousa Peter Jefferson en 1739. Le couple eut 10 enfants dont 6 survécurent :  
- Jane Jefferson (1740-1765)
- Mary Jefferson (1741-1811)
- Thomas Jefferson (1743-1826)
- Elizabeth Jefferson (1744-1774)
- Martha Jefferson (1746-1811)
- Peter Field Jefferson (1748-1748)
- Un fils au nom inconnu (1750-1750)
- Lucy Jefferson (1752-1810)
- Anna Scott Jefferson (1755-1828)
- Randolph Jefferson (1755-1815)